# Horst Christian Vollmar
Horst Christian Vollmar (* 6. Oktober 1967 in Oberhausen) ist ein deutscher Mediziner und Wissenschaftler.

## Leben
Vollmar legte 1987 am Novalis-Gymnasium in Oberhausen seine Abiturprüfung ab. Nach dem Zivildienst beim Kuratorium für Dialyse und Nierentransplantation (KfH) am Johanniter-Krankenhaus Oberhausen (1987–1989) studierte er Medizin an der Heinrich-Heine-Universität Düsseldorf. 1996 erhielt er seine vorläufige Approbation als Arzt im Praktikum (AiP) und 1998 seine endgültige Approbation als Arzt. Nach der Promotion (2000) an der Heinrich-Heine-Universität Düsseldorf studierte er dort von 2003 bis 2005 berufsbegleitend Gesundheitswissenschaften/Public Health. Er habilitierte sich 2010 an der Universität Witten/Herdecke für die Fächer Allgemeinmedizin und Gesundheitswissenschaften.
Von 1996 bis 2001 absolvierte er die klinische Weiterbildung zum Facharzt für Allgemeinmedizin in unterschiedlichen Kliniken und Praxen im Ruhrgebiet. Er erwarb die Zusatzbezeichnungen Medizinische Informatik, Sportmedizin und Ärztliches Qualitätsmanagement und die Zertifikate Tauchmedizin der Deutschen Gesellschaft für Tauch- und Überdruckmedizin (GTÜM) sowie Medizinische Informatik der Gesellschaft für Medizinische Informatik, Biometrie und Epidemiologie (GMDS). Außerdem wurde er 1999 Microsoft Certified Systems Engineer (MCSE).
Nach Stationen am Fraunhofer-Institut für System- und Innovationsforschung (ISI) und dem Deutschen Zentrum für Neurodegenerative Erkrankungen (DZNE) in der Helmholtz-Gemeinschaft kehrte er 2012 als Leiter des Forschungsschwerpunktes Gesundsein und Kranksein im Alter an die Heinrich-Heine-Universität Düsseldorf zurück, genauer an das dortige Institut für Allgemeinmedizin.
Im September 2016 übernahm Vollmar die Professur für Versorgungsforschung und zusätzlich im Oktober 2016 die kommissarische Leitung des Instituts für Allgemeinmedizin am Universitätsklinikum Jena der Friedrich-Schiller-Universität.
2017 nahm er den Ruf auf die W3-Professur für Allgemeinmedizin an der Ruhr-Universität Bochum an und leitet dort seit dem Sommersemester 2018 die Abteilung für Allgemeinmedizin (AM RUB).
Die Abteilung adressiert vier strategische Herausforderungen: (haus-)ärztlicher Nachwuchs, Altern inkl. dementielle Erkrankungen, Implementierungsforschung sowie die digitale Transformation im Gesundheitswesen.
Vollmar war u. a. von 2016 bis 2023 Sprecher der Arbeitsgruppe Digital Health und ist seit Oktober 2022 im Vorstand des Deutschen Netzwerk Versorgungsforschung (DNVF) und Mitglied in der Sektion Leitlinienkommission und Qualitätsförderung (SLQ) der Deutschen Gesellschaft für Allgemeinmedizin und Familienmedizin (DEGAM). Seit 2024 ist er einer der beiden Sprecher des Kompetenzverbundes Allgemeinmedizin NRW. 2025 ist Vollmar Kongresspräsident des 24. Kongresses für Versorgungsforschung (DKVF), den das DNVF vom 22. bis zum 24. September 2025 in Hamburg ausrichtet.

## Veröffentlichungen (Auswahl)
- U. Kramer, U. Borger, F. Fischer, W. Hoffmann, M. Pobiruchin, H. C. Vollmar: DNVF-Memorandum – Gesundheits- und Medizin-Apps (GuMAs). In: Gesundheitswesen. Band 81, Nr. 10, 2019, S. e154–e170. doi:10.1055/s-0038-1667451
- H. C. Vollmar, U. Kramer, H. Müller, M. Griemmert, G. Noelle, M. Schrappe: Digitale Gesundheitsanwendungen – Rahmenbedingungen zur Nutzung in Versorgung, Strukturentwicklung und Wissenschaft – Positionspapier der AG Digital Health des DNVF. In: Gesundheitswesen. Band 79, Nr. 12, 2017, S. 1080–1092. doi:10.1055/s-0043-122233